# Neuvěřitelná pravda o královně Raquele
Neuvěřitelná pravda o královně Raquele (v originále The Amazing Truth About Queen Raquela) je koprodukční hraný film z roku 2008, který režíroval Olaf de Fleur podle vlastního scénáře. Snímek měl světovou premiéru dne 10. února 2008 na Berlinale, kde získal cenu Teddy Award.

## Děj
Raquele je trans žena žijící na Filipínách, která se živí prostitucí. Sní o návštěvě Paříže a setkání s mužem, který ji bude milovat takovou, jaká je. Jednou potká fotografa Johnnyho, který hledá transgender ženy na web. Tento web vlastní Američan Michael a v Bangkoku jej spravuje slečna Rose. Raquele získá islandské vízum a Michael ji vezme do Paříže. Přesto se ale bude muset vrátit ke svému starému životu na Filipínách.

## Obsazení
| Raquela Rios            | sebe sama         |
| Stefan Schaefer         | Ardilo, Michael   |
| Olivia Galudo           | Olivia            |
| Brax Villa              | Aubrey            |
| Valerie Grand Einarsson | Valerie Einarsson |

## Ocenění
- Teddy Award – nejlepší celovečerní film
- Cinemanila International Film Festival – velká cena poroty
- New York Lesbian and Gay Film Festival – nejlepší zahraniční film